# Prosopopöie
Prosopopöie (griech. προσωποποιία, prosōpopoiía; prozopopøˈiː) ist ein rhetorisches Mittel, bei dem ein Redner oder Schriftsteller sich dem Publikum mitteilt, indem er als eine andere Person oder ein anderes Objekt spricht. Der Begriff leitet sich wörtlich von den altgriechischen Wurzeln prósopon „Gesicht, Person“ und poiéin „machen, tun“ ab und wird auch als Personifikation bezeichnet.
Die Prosopopöie wird zumeist angewendet, um eine andere Perspektive auf eine beschriebene Handlung zu geben. In Ciceros Pro Caelio zum Beispiel spricht Cicero als Appius Claudius Caecus, ein strenger, alter Mann. Dies dient dazu, die Handlungen des Klägers aus der „antiken“ Perspektive zu schildern. Prosopopöien können auch verwendet werden, um den Redner zu entlasten, indem ein ungünstiger Standpunkt auf die Schultern eines imaginären Stereotyps gelegt wird. Die Reaktionen des Publikums richten sich dann eher auf diese Figur als auf den Kommunikator selbst.

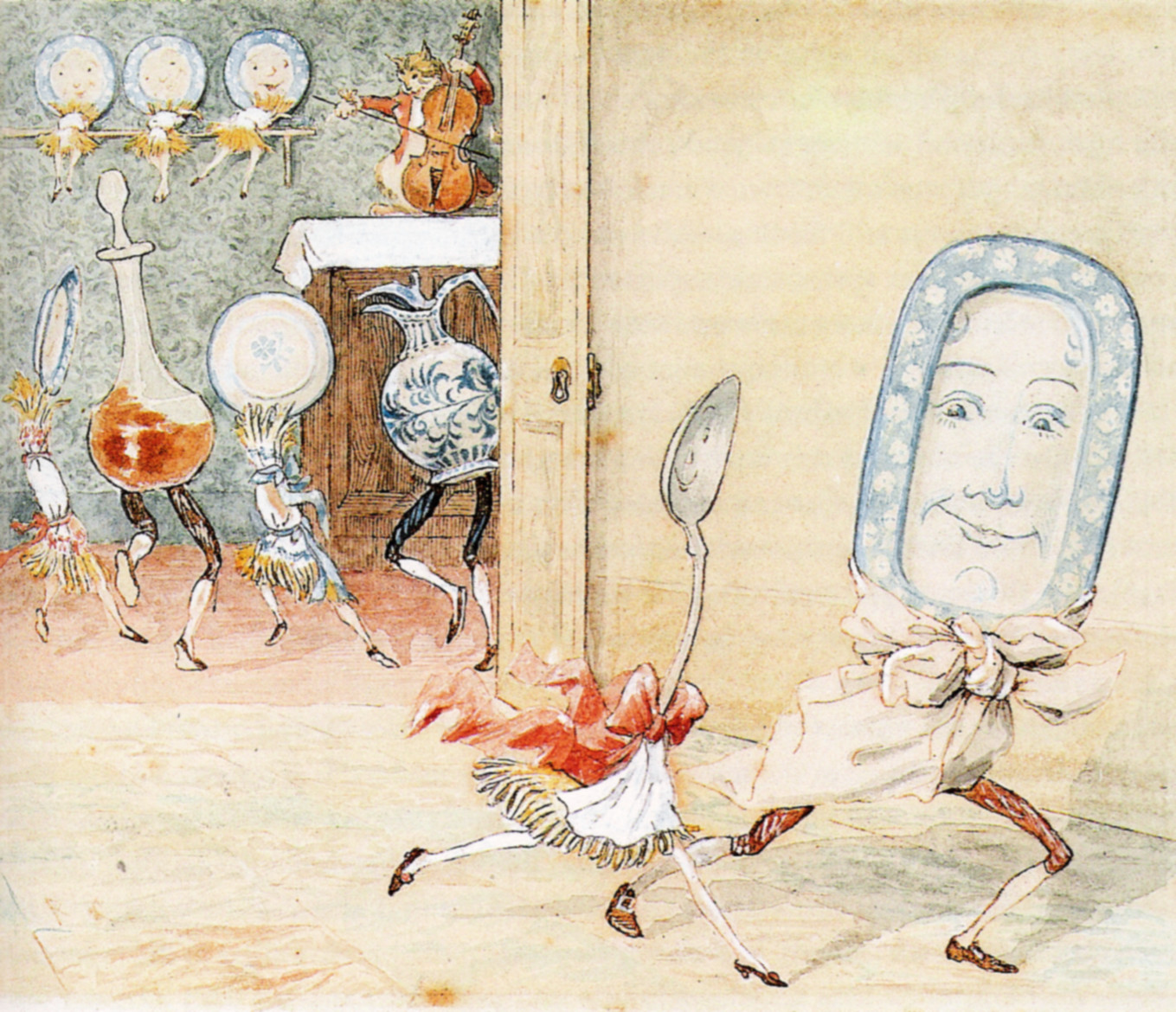
„And the Dish Ran Away with the Spoon“ aus Hey Diddle Diddle and Bye, Baby Bunting von Randalf Caldecott, 1882.

Dieser Begriff bezieht sich auch auf eine Redewendung, in der einem Tier oder einem unbelebten Gegenstand menschliche Eigenschaften zugeschrieben werden oder in anthropomorpher Sprache von ihm gesprochen wird. Quintilian schreibt über die Macht dieser Redefigur, „die Götter vom Himmel zu holen, die Toten zu beschwören und den Städten und Staaten eine Stimme zu geben“.

## Beispiele

### Sprechen mit der Stimme eines anderen
Ein klassisches Beispiel für diese Verwendung findet sich im deuterokanonischen Buch Sirach in der Bibel, wo die Weisheit personifiziert wird und zu den Menschen und dem Leser spricht:

„Die Weisheit singt ihr eigenes Loblied,
    unter ihrem eigenen Volk verkündet sie ihre Herrlichkeit.
In der Versammlung des Allerhöchsten öffnet sie ihren Mund,
    in der Gegenwart seines Heeres verkündet sie ihre Herrlichkeit:
Aus dem Mund des Allerhöchsten bin ich hervorgegangen,
    und bedeckte die Erde wie ein Nebel.“

Ein weiteres Beispiel findet sich im zweiten Teil der Cooper-Union-Rede von Abraham Lincoln am 27. Februar 1860 in New York City, der eine Debatte zwischen den Republikanern und den Südstaaten vortäuscht, in der er zum Wortführer der Partei wird.

### Einer Nicht-Person menschliche Eigenschaften zuschreiben
In Jeremia 47 gibt es einen Dialog zwischen dem Schwert des Herrn und dem Propheten:

„Ach, Schwert des Herrn!
    Wann wirst du Ruhe finden?
Kehre zurück in deine Scheide;
    halte inne, sei still!
Wie kann es zur Ruhe kommen
    wenn der Herr es befohlen hat?
Gegen Aschkelon und die Küste,
    dorthin hat er es bestellt.“

Vor Gericht kann ein Staatsanwalt den Geschworenen suggerieren, dass ein Mordopfer „durch die Beweise zu uns spricht“. Bevor er Senator wurde, soll John Edwards ein solches Argument in einem seiner berühmtesten Schadensersatzfälle vorgebracht haben, als er die Familie eines Mädchens vertrat, das durch einen defekten Abfluss im Schwimmbad getötet worden war.
Der slowenische Philosoph Slavoj Žižek schrieb in seinem Buch The Year of Dreaming Dangerously (Verso Books 2012 auf Seite 14):

„Die bloße Möglichkeit eines Syriza-Sieges hat die Märkte weltweit in Angst und Schrecken versetzt, und wie in solchen Fällen üblich, hat die ideologische Prosopopoesie Hochkonjunktur: Die Märkte beginnen, wie eine lebende Person zu sprechen, und bringen ihre "Sorge" darüber zum Ausdruck, was passieren wird, wenn die Wahlen keine Regierung hervorbringen, die ein Mandat für die Fortsetzung des Spar- und Strukturreformprogramms von EU und IWF erhält.“

Baseball-Manager Yogi Berra sagte über einen ehemaligen Manager der New York Yankees:
„Wenn Miller Huggins heute noch leben würde, würde er sich im Grab umdrehen“.
William Shakespeare, Sonett 129, lautet auszugsweise:

„Die Kosten des Geistes in einer Verschwendung der Schande

Ist Lust in der Tat; und bis zur Tat ist die Lust

Ist schändlich, mörderisch, blutig, voller Tadel,

Wild, extrem, grob, grausam, nicht zu trauen;

Kaum genossen, schon verachtet;

Vergangene Vernunft gejagt, und nicht eher gehabt,

Vergangene Vernunft gehasst, wie ein verschluckter Köder.“